# Speak No Evil
För andra betydelser, se Speak No Evil (olika betydelser).
Speak No Evil är ett musikalbum av Wayne Shorter, inspelat på julafton 1964 och utgivet av Blue Note Records 1965. Albumet är ansett av många kritiker att vara ett av Shorters bästa album och en klassiker inom genren hard bop.

## Låtlista
Alla låtar är skrivna av Wayne Shorter.
1. Witch Hunt – 8:07
2. Fee-Fi-Fo-Fum – 5:50
3. Dance Cadaverous – 6:42
4. Speak No Evil – 8:21
5. Infant Eyes – 6:51
6. Wild Flower – 6:00

## Medverkande
- Wayne Shorter – tenorsaxofon
- Freddie Hubbard – trumpet
- Herbie Hancock – piano
- Ron Carter – bas
- Elvin Jones – trummor